# Арбузов, Леонид Александрович
Леонид Александрович Арбузов (нем. Leonid Arbusow; 7 (19) января 1848, Митава, Курляндская губерния, Российская империя — 1 (14) января 1912, Рига, Лифляндская губерния, Российская империя) — российский историк-германист, медиевист, специалист по истории Ливонии и тевтонской истории Прибалтики. Отец немецкого историка Леонида Арбузова (младшего).

## Биография
Леонид Арбузов родился 19 января 1848 года в русской дворянской семье в городе Митава, бывшей столице Курляндии и Семигалии (ныне Елгава, Латвия). Отец, дворянин Александр Арбузов (? — 1855), подпоручик Русской императорской армии, принадлежал к роду Арбузовых, владевших землями в Новгородской и Псковской губерниях. Мать, Наталья Чудовская, происходила из рода новгородского духовенства, к которому принадлежал прадед Леонида, Иван Чудовский (1765—1838), священник при русском посольстве в Берлине, и дед, Никита Чудовский (1792—1841), офицер русской армии, юрист, позднее служивший на гражданской должности в Лифляндии.
После обручения родителей и рождения сына Леонида Наталья Арбузова (Чудовская) возвращается в родной дом в Митаву, где в августе 1848 умирает от холеры. Отец постоянно находится в расположении действующей армии и лишь дважды получает длительный отпуск для встречи с семьей. Заботу о ребёнке берёт на себя подруга Натальи Чудовской, Феодосия Паукер, супруга Магнуса-Георга Паукера (1787—1855). После смерти Магнуса-Георга образованием юного Леонида Арбузова занимается Карл Паукер, сын Магнуса-Георга от первого брака. Леонид был сильно привязан к приёмной матери и её родне и воспитывался в традициях семей балтийских немцев. Языком общения, учёбы и, впоследствии, научной работы Леонида Арбузова был немецкий. С детства Леонида более привлекали книги, чем игры с другими детьми.
Обучение Арбузова началось с частной немецкой школы в Митаве и продолжилось в Выборге, Митаве и Дерпте. С 1867 года он изучал зоологию в Дерпте. Затем Арбузов изучал медицину в Лейпциге, а с 1871 года — в Дерпте. В 1871—1876 годах он был студентом Геттингенского университета. Первые три года Арбузов изучал естественные науки, а последние три — историю под руководством Геогра Вайца.
В 1877—1885 годах Арбузов работал учителем естествознания в уездной школе в Бауске. В 1884 году он женился в Бауске на Ольге Аншютц, которая родила сына, будущего латвийского и немецкого историка Леонида-Ганса-Николая Арбузова. В 1885—1888 годах Арбузов был инспектором уездных школ Туккума. Впоследствии он работал частным учителем в Митаве.
В 1889 году Арбузов стал членом-корреспондентом Общества истории и древностей Прибалтийского края, а в 1893 году получил полноправное членство. В 1893 года он переехал в Ригу, где жил до самой смерти. С 1894 года Арбузов был сопредседателем Общества истории и древностей Прибалтийского края. Он работал во 2-м отделе общества, изучал ливонскую историю, специализировался на ливонских грамотах. В 1898 году Арбузов стал членом-корреспондентом, а в 1909 году — почётным членом Генеалогического общества балтийских губерний. Также в 1900 году он был членом-корреспондентом Общества литературы и искусства Курляндии.
Арбузов первым собрал биографическую базу данных о людях средневековой Ливонии — более тысячи рыцарей Ливонского ордена и пять тысяч священнослужителей.
Леонид Арбузов умер 14 января 1912 года, похоронен в Риге на кладбище Зассенхоф.

## Работы
Леонид Арбузов был автором первого фундаментального исследования по истории Остзейских губерний — «Очерка истории Лифляндии, Эстляндии и Курляндии» (нем. Grundriß der Geschichte Liv-, Est — und Kurlands). Немецкое издание вышло в 1889 году и позже было дважды переиздано, русское издание в переводе В. Бока вышло в Санкт-Петербурге в 1912 году. Арбузов прослеживает историю Остзейского края с его «открытия» коммерческими и религиозными миссиями Священной Римской империи в середине XII века и до реформ второй половины XIX века, направленных на снижение германского влияния в крае. В своей работе Арбузов отмечает положительное влияние, которое оказала германская колонизация на Прибалтийский край, и критикует политику перевода образования с немецкого языка на русский, полагая немецкое школьное образование в Остзейском крае образцовым для всей России. В конце текста русского издания Арбузов отмечает присутствие в обществе ожиданий большой войны и социального взрыва.

### Автор
- «Grundriß der Geschichte Liv-, Est — und Kurlands», Mitau-Riga 1889.
- «Das älteste Wittschopbuch der Stadt Reval (1312—1360)», 1890.
- «Die im Deutschen Orden in Livland vertretenen Geschlechter», Mitau 1901.
- «Livlands Geistlichkeit vom Ende des 12. bis ins 16. Jahrhundert», Mitau 1902.
- «Aus dem Hausbuch des Wojewoden Nicolaus von Korff auf Kreutzburg» // Jahrbuch fuer Genealogie und Statistik 1911, 1912, 1913, Mitau, 1914.
- «Очерк истории Лифляндии, Эстляндии и Курляндии», С.-Петербург, 1912 (пер. с нем. В. Бук).

### Издатель
- «Liv-, Est — und Kurländisches Urkundenbuch», II. Abt., Bd. 1 bis 3 (1494—1510), Riga 1900—1914.
- «Liv-, Est — und Kurländisches Urkundenbuch», III. Abt. (Akten und Rezesse der Livländischen Ständetage), Bd. 3 (Plettenberg-Bd.), Riga 1910.